# Odynerus venator
Odynerus venator är en stekelart som beskrevs av Perkins 1899. Odynerus venator ingår i släktet lergetingar, och familjen Eumenidae. Inga underarter finns listade i Catalogue of Life.